# Cerreto Alpi
Cerreto Alpi è una frazione del comune italiano di Ventasso (fino al 2015 dell'ex comune di Collagna), in provincia di Reggio Emilia. Menzionato in un documento dell'835, è il centro abitato più antico, ed il territorio comunale è tra i più ricchi di storia dell'intero Appennino reggiano.

## Geografia fisica
Cerreto Alpi è situato nel cuore dell'Appennino reggiano, alla confluenza del Canale Cerretano nel Secchia. A pochi chilometri più a sud vi è il Passo del Cerreto, confine naturale e geografico tra Emilia-Romagna e Toscana. Il centro abitato, posto su uno sperone, si divide in tre borgate: la Piazza, Stette e Ca' Furloni. Particolarmente suggestiva dal punto di vista paesaggistico è la valle del Secchia nel tratto compreso tra Cerreto Alpi e Collagna, con la profonda gola scavata dal fiume nel corso dei millenni, nota localmente come Schioch.
L'abitato sorge ai margini dell'ex Strada statale 63, l'antica via che collegava la Lunigiana con la pianura Padana. Appena sotto l'abitato si trova un antico mulino in pietra. Questo edificio, eretto agli inizi del XIX secolo, è caratterizzato da ampie volte, dentro cui erano sistemate le ruote orizzontali in legno che azionavano le macine per la produzione della farina di castagna e di cereali. Il mulino è stato oggetto di un recente pregevole intervento di recupero a cura dell'Ente Parco nazionale dell'Appennino Tosco-Emiliano che lo ha trasformato in un alloggio rurale a 10 posti letto gestito da una cooperativa locale.

## Storia

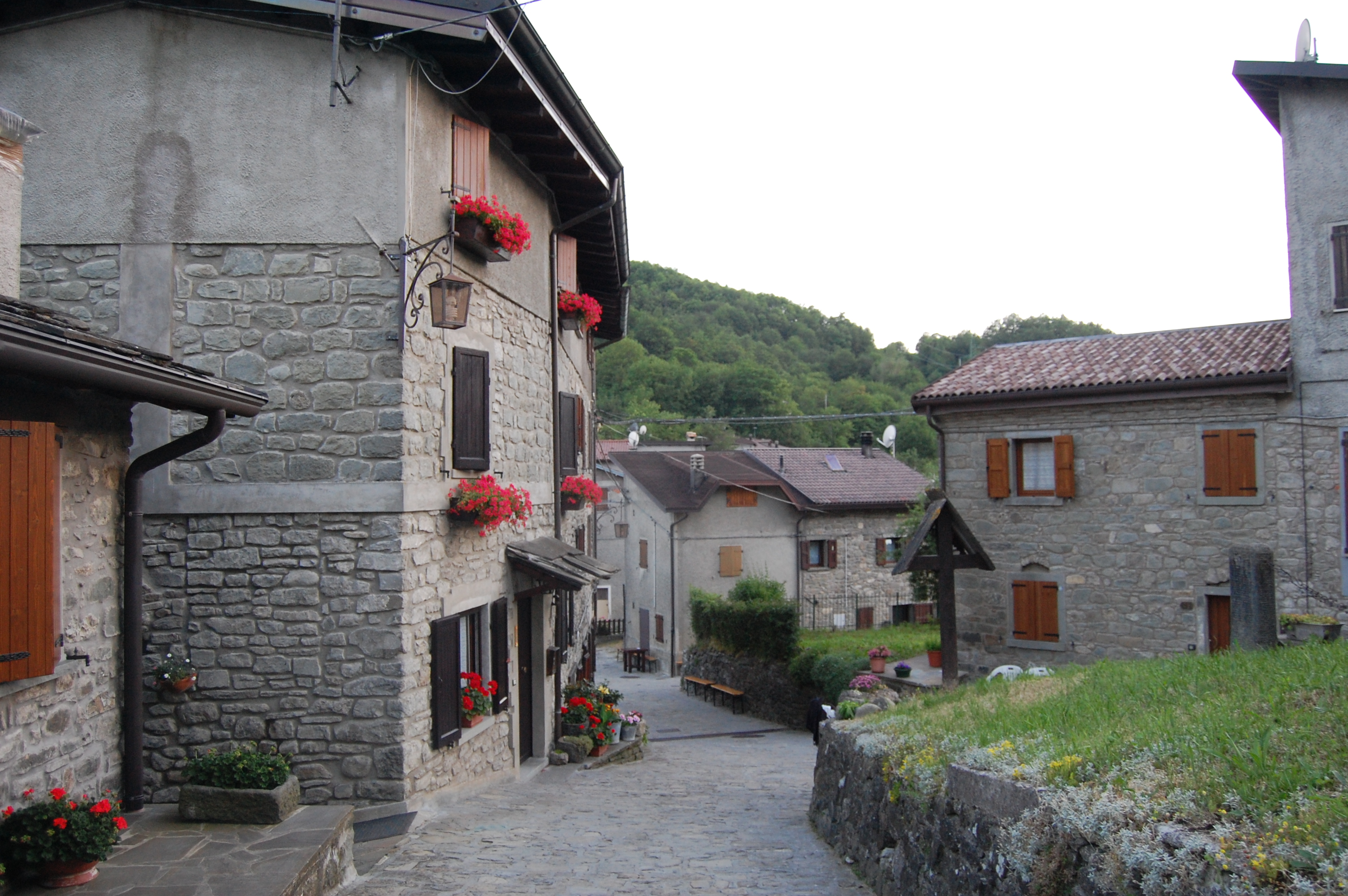
Cerreto Alpi

Cerreto Alpi è citata per la prima volta in un documento dell'835 nel quale si attestava che il borgo passava sotto la giurisdizione del monastero di Sant'Alessandro di Parma. Nel XII secolo fu soggetto ai Vallisneri, padroni incontrastati dell'alta montagna reggiana, mentre, nel 1237, i cerretani si sottomisero al Comune di Reggio. Nel 1323 divenne invece possesso del signore di Lucca Castruccio Castracani. In seguito tornò ad essere al centro delle lotte tra alcune nobili famiglie reggiane come i Vallisneri ed i Dalli. Dal XV secolo al 1859 fu possesso degli Estensi. Il 7 settembre 1920 Cerreto Alpi fu duramente colpita da un terremoto che sconvolse la Lunigiana e tutto l'alto Appennino reggiano.
Negli ultimi anni la località ha assunto notorietà quale luogo di nascita e residenza del cantautore Giovanni Lindo Ferretti.